# Boyle County
Boyle County ist ein County im Bundesstaat Kentucky der Vereinigten Staaten. Das U.S. Census Bureau hat bei der Volkszählung 2020 eine Einwohnerzahl von 30.614 ermittelt.
Der Verwaltungssitz (County Seat) ist Danville, das nach seinem Gründer Walker Daniel benannt wurde.

## Geographie
Das County liegt etwas östlich des geographischen Zentrums von Kentucky und hat eine Fläche von 474 Quadratkilometern, wovon drei Quadratkilometer Wasserfläche sind. Es grenzt im Uhrzeigersinn an folgende Countys: Mercer County, Garrard County, Lincoln County, Casey County, Marion County und Washington County.

## Geschichte
Boyle County wurde am 15. Februar 1842 aus Teilen des Lincoln County und des Mercer County gebildet. Benannt wurde es nach John Boyle, einem frühen Richter in diesem Gebiet und Abgeordneten im US-Repräsentantenhaus. Während des Sezessionskriegs fand hier am 8. Oktober 1862 die Schlacht von Perryville statt, ausgetragen zwischen der Mississippi-Armee der Konföderierten und der Ohio-Armee der Union, die siegreich waren. Insgesamt fielen bei dieser Schlacht 7407 Mann.
Im Boyle County liegen drei National Historic Landmarks, die Jacobs Hall, das Ephraim McDowell House und die Perryville Battlefield State Historic Site. Insgesamt sind 96 Bauwerke und Stätten des Countys im National Register of Historic Places eingetragen (Stand 6. September 2017).

## Demografische Daten

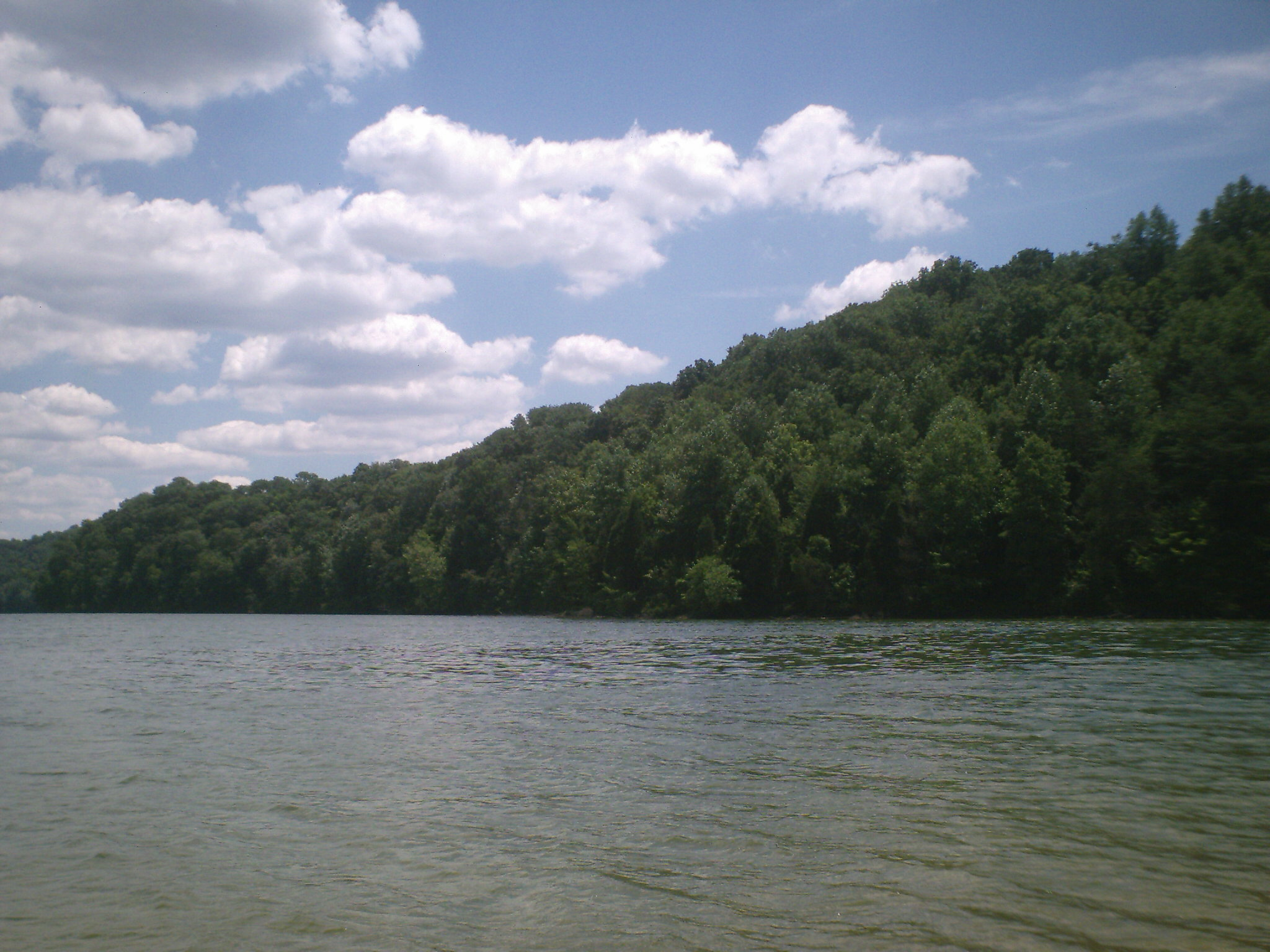
Der Herrington Lake im Boyle County

Nach der Volkszählung im Jahr 2000 lebten im Boyle County 27.697 Menschen in 10.574 Haushalten und 7.348 Familien. Die Bevölkerungsdichte betrug 59 Einwohner pro Quadratkilometer. Ethnisch betrachtet setzte sich die Bevölkerung zusammen aus 87,77 Prozent Weißen, 9,68 Prozent Afroamerikanern, 0,19 Prozent amerikanischen Ureinwohnern, 0,56 Prozent Asiaten, 0,03 Prozent Bewohnern aus dem pazifischen Inselraum und 0,65 Prozent aus anderen ethnischen Gruppen; 1,12 Prozent stammten von zwei oder mehr Ethnien ab. 1,44 Prozent der Bevölkerung waren spanischer oder lateinamerikanischer Abstammung.
Von den 10.574 Haushalten hatten 31,0 Prozent Kinder und Jugendliche unter 18 Jahre, die bei ihnen lebten. 53,7 Prozent waren verheiratete, zusammenlebende Paare, 12,5 Prozent waren allein erziehende Mütter, 30,5 Prozent waren keine Familien, 27,1 Prozent waren Singlehaushalte und in 12,1 Prozent lebten Menschen im Alter von 65 Jahren oder darüber. Die Durchschnittshaushaltsgröße betrug 2,38 und die durchschnittliche Familiengröße lag bei 2,87 Personen.
Auf das gesamte County bezogen setzte sich die Bevölkerung zusammen aus 22,7 Prozent Einwohnern unter 18 Jahren, 11,0 Prozent zwischen 18 und 24 Jahren, 28,6 Prozent zwischen 25 und 44 Jahren, 23,7 Prozent zwischen 45 und 64 Jahren und 14,1 Prozent waren 65 Jahre alt oder darüber. Das Durchschnittsalter betrug 37 Jahre. Auf 100 weibliche Personen kamen 98,3 männliche Personen. Auf 100 Frauen im Alter von 18 Jahren alt oder darüber kamen statistisch 96,0 Männer.
Das jährliche Durchschnittseinkommen eines Haushalts betrug 35.241 USD, das Durchschnittseinkommen der Familien betrug 42.699 USD. Männer hatten ein Durchschnittseinkommen von 33.411 USD, Frauen 23.635 USD. Das Prokopfeinkommen betrug 18.288 USD. 9,1 Prozent der Familien und 11,9 Prozent der Bevölkerung lebten unterhalb der Armutsgrenze. Davon waren 15,8 Prozent Kinder oder Jugendliche unter 18 Jahre und 12,1 Prozent waren Menschen über 65 Jahre.

## Orte im County
- Aliceton
- Alum Springs
- Atoka
- Baughman Heights
- Beverly Hills
- Brumfield
- Caldwell Manor
- Clifton
- Craintown
- Danville
- Davis Hill
- Faulconer
- Forkland
- Green Acres
- Hedgeville
- Junction City
- Little Needmore
- Mitchellsburg
- Needmore
- Parksville
- Perryville
- Shelby City
- West Danville
- Wilsonville